# Peptoniphilus stercorisuis
Peptoniphilus stercorisuis es una bacteria grampositiva y anaeróbica del género Peptoniphilus.  
En 2014 la bacteria fue aislada de material recolectado en un tanque de almacenamiento de estiércol porcino de Oklahoma en los Estados Unidos.